# 반더르 요하네스 더 하스
반더르 요하너스 더 하스(네덜란드어: Wander Johannes de Haas, 1878년 3월 2일~1960년 4월 26일)는 네덜란드의 물리학자이자 수학자이다. 슈브니코프-더 하스 효과, 더 하스-판 알펀 효과와 아인슈타인-더 하스 효과로 잘 알려져 있다.

## 생애
더 하스는 레이던 인근 도시인 리서에서 미델뷔르흐의 사범학교 교장인 알베르튀스 더 하스와 그의 부인인 마리아 에프팅의 아들로 태어났다.그는 1910년 12월 22일에 헨드릭 로런츠의 딸인 물리학자 헤이르트라위다 로런츠와 결혼하였다. 그는 무신론자였으며, 슬하에 2남 2녀를 두었다.
그는 1960년 4월 26일 빌토번에서 사망하였다.

## 교육
미델뷔르흐에 있는 고등학교에서 수학했으며, 1895년에 법률사무 보조원 공부를 시작하였다. 세 부분 중 2개의 시험을 마친 후, 변호사 사무실에서 일을 하였는데, 그는 자신이 하던 것을 멈추고 물리학자가 되기로 결심하였다. 1900년 레이던 대학교에서 물리학을 공부하기 시작했으며, 1900년 레이던 대학교에서 헤이커 카메를링 오너스와 요하네스 페트루스 쿠엔의 지도 하에 물리학을 공부하였다. 1912년 카메를링 오너스의 지도로 "수소의 압축성에 대한 측정"에 대한 학위 논문을 제출하여 박사 학위를 받았다.